# امامزاده پیر چهل گزو
امامزاده پیر چهل گزو مربوط به دوران‌های تاریخی پس از اسلام است و در غرب خورموج (قبرستان) واقع شده و این اثر در تاریخ ۱۰ مهر ۱۳۸۰ با شمارهٔ ثبت ۴۰۴۸ به‌عنوان یکی از آثار ملی ایران به ثبت رسیده است.